# Phalanger sericeus
Phalanger sericeus is een zoogdier uit de familie van de koeskoezen (Phalangeridae). De wetenschappelijke naam van de soort werd voor het eerst geldig gepubliceerd door Thomas in 1907.

## Voorkomen
De soort komt voor op Nieuw-Guinea.

## Ondersoorten
De soort telt twee ondersoorten:
- Phalanger sericeus sericeus (Thomas, 1907) – komt voor in het oostelijke hoogland van Nieuw-Guinea.
- Phalanger sericeus occidentalis (Menzies and Pernetta, 1986) – komt voor in het westelijke hoogland van Nieuw-Guinea.